# Recopa Sudamericana 1990
De Recopa Sudamericana 1990 was de 2e editie van de Zuid-Amerikaanse supercup die jaarlijks gespeeld wordt in het Zuid-Amerikaanse voetbal tussen de winnaars van CONMEBOL competities Copa Libertadores en Supercopa Sudamericana.

## Gekwalificeerde teams
| Team              | Kwalificatie                        | Vorige deelnames |
| ----------------- | ----------------------------------- | ---------------- |
| Atlético Nacional | Winnaar Copa Libertadores 1989      | geen             |
| Boca Juniors      | Winnaar Supercopa Sudamericana 1989 | geen             |

## Wedstrijdinfo
|               |                   |                   |              |                                                                                  |
| 17 maart 1990 | Atlético Nacional | 0 – 1             | Boca Juniors | Orange Bowl, Miami Toeschouwers: 9.000 Scheidsrechter: José Roberto Wright (BRA) |
| 17 maart 1990 |                   | 38' Diego Latorre |              | Orange Bowl, Miami Toeschouwers: 9.000 Scheidsrechter: José Roberto Wright (BRA) |